# صحافة وقائية
الصحافة الوقائية هي تخصص صحفي يغطي أخبار المشكلات الاجتماعية العاجلة في مرحلة مبكرة وكذلك الحلول المقترحة لهذه المشكلات. وهي تكمل التحقيقات الصحفية التقليدية وتقر بأن الصحافة يمكن أن تلفت انتباه الحكومة والمجتمع إلى المشكلات قبل أن تتحول إلى أزمات.
كتب مايكل أونيل؛ الصحفي في نيويورك دايلي نيوز من عام 1975 حتى 1982 والرئيس السابق للجمعية الأمريكية لمحرري الصحف، في عام 1985 أن الصحافة الوقائية يجب أن "تبحث مقدمًا عن قوى التغيير الخفية [و] وتحاول تحديد الأسباب الكامنة وراء الأزمات قبل وقوعها وليس بعد حدوثها فهي تدق ناقوس الخطر حتى يكون لدى المجتمع الوقت لحماية نفسه من الأضرار المستقبلية.
واستخدم هذا المفهوم كذلك في عام 1996 في خطاب كوفي أنان رقم 1 حيث أكد على ضرورة وجود هذا النوع من الصحافة دون المزيد من التفاصيل حول خصائصها.
وتتبع صحافة السلام مبادئ مماثلة للصحافة الوقائية على الرغم من أن الصحافة الوقائية يمتد مداها ليشمل اهتمامات اجتماعية واقتصادية ومؤسسية حقوق الإنسان وبيئية.

## وصلات خارجية
- The International, a publication that encompasses preventive journalism standards.
- Web of the Institute of Preventive Journalism and International Análisis (IPPAI),based in Madrid, Spain
- Magazine of the Institute of Preventive Journalism and International Análisis (IPPAI),based in Madrid, Spain
- Web site of Understanding Government, based in Washington, D.C., USA, sponsor of the Prize for Preventive Journalism